# Seznam hlav států v roce 2010
V seznamu hlav států v roce 2010 jsou uvedeni nejvyšší představitelé všech nezávislých států, kteří vládli v roce 2010. Seznam je seřazen abecedně podle světadílů. Jsou zde uvedeni nejvyšší hlavy států (prezidenti, králové, atd.) a předsedové vlád (pokud taková funkce existuje), případně i další významné státní funkce (typicky generální guvernér zastupující britskou královnu nebo faktické hlavy států, pokud se liší od nominálních hlav).
V seznamu je uvedeno i několik území se sporným mezinárodním postavením, která jsou de facto nezávislá, de iure jsou ale součástí některého jiného státu.

## Afrika
| Název státu                  | Státní vlajka | Hlava státu                                                                       | Předseda vlády |
| ---------------------------- | ------------- | --------------------------------------------------------------------------------- | --- |
| Alžírsko                     |               | prezident Abdelazíz Buteflika                                                     | Ahmed Ouyahia |
| Angola                       |               | prezident José Eduardo dos Santos                                                 | José Eduardo dos Santos |
| Benin                        |               | prezident Yayi Boni                                                               | Yayi Boni |
| Botswana                     |               | prezident Ian Khama                                                               | Ian Khama |
| Burkina Faso                 |               | prezident Blaise Compaoré                                                         | Tertius Zongo |
| Burundi                      |               | prezident Pierre Nkurunziza                                                       | Pierre Nkurunziza |
| Čad                          |               | prezident Idriss Déby                                                             | Emmanuel Nadingar |
| DR Kongo                     |               | prezident Joseph Kabila                                                           | Adolphe Muzito |
| Džibutsko                    |               | prezident Ismaïl Omar Guelleh                                                     | Dileita Mohamed Dileita |
| Egypt                        |               | prezident Muhammad Husní Mubarak                                                  | Ahmed Nazif |
| Eritrea                      |               | prezident Isaias Afwerki                                                          | Isaias Afwerki |
| Etiopie                      |               | prezident Girma Wolde-Giorgis                                                     | Meles Zenawi |
| Gabon                        |               | prezident Ali Bongo Ondimba                                                       | Paul Biyoghé Mba |
| Gambie                       |               | prezident Yahya Jammeh                                                            | Yahya Jammeh |
| Ghana                        |               | prezident John Atta Mills                                                         | John Atta Mills |
| Guinea                       |               | prezident Moussa Dadis Camara(do 21.12.) prezident Alpha Condé(od 21.12.)         | Moussa Dadis Camara(do 21.12.) Alpha Condé(od 21.12)                                                                                |
| Guinea-Bissau                |               | prezident Malam Bacai Sanhá                                                       | Carlos Gomes Júnior |
| Jihoafrická republika        |               | prezident Jacob Zuma                                                              | Jacob Zuma |
| Kamerun                      |               | prezident Paul Biya                                                               | Philémon Yang |
| Kapverdy                     |               | prezident Pedro Pires                                                             | José Maria Neves |
| Keňa                         |               | prezident Mwai Kibaki                                                             | Raila Odinga |
| Komory                       |               | prezident Ahmed Abdallah Mohamed Sambi                                            | Ahmed Abdallah Mohamed Sambi |
| Lesotho                      |               | král Letsie III.                                                                  | Pakalitha Mosisili |
| Libérie                      |               | prezidentka Ellen Johnsonová-Sirleafová                                           | Ellen Johnsonová-Sirleafová |
| Libye                        |               | (faktická hlava státu) Muammar Kaddáfí -- (nominální hlava státu) Imbarek Shamekh | Baghdadi Mahmudi |
| Madagaskar                   |               | prezident Andry Rajoelina                                                         | Eugčne Mangalaza |
| Malawi                       |               | prezident Bingu wa Mutharika                                                      | Bingu wa Mutharika |
| Mali                         |               | prezident Amadou Toumani Touré                                                    | Modibo Sidibé |
| Maroko                       |               | král Muhammad VI.                                                                 | Abbas El Fassi |
| Mauricius                    |               | prezident Anerood Jugnauth                                                        | Navin Ramgoolam |
| Mauritánie                   |               | prezident Mohamed Ould Abdel Aziz                                                 | Moulaye Ould Mohamed Laghdaf |
| Mosambik                     |               | prezident Armando Guebuza                                                         | Luisa Diogo |
| Namibie                      |               | prezident Hifikepunye Pohamba                                                     | Nahas Angula |
| Niger                        |               | vojenský vůdce Salou Djibo                                                        | Mahamadou Danda |
| Nigérie                      |               | prezident Goodluck Jonathan                                                       | Goodluck Jonathan |
| Pobřeží slonoviny            |               | prezident Laurent Gbagbo                                                          | Guillaume Soro |
| Republika Kongo              |               | prezident Denis Sassou-Nguesso                                                    | Isidore Mvouba |
| Rovníková Guinea             |               | prezident Ignacio Milam Tang                                                      | Guillaume Soro |
| Rwanda                       |               | prezident Paul Kagame                                                             | Bernard Makuza |
| Senegal                      |               | prezident Abdoulaye Wade                                                          | Souleymane Ndéné Ndiaye |
| Seychely                     |               | prezident James Michel                                                            | James Michel |
| Sierra Leone                 |               | prezident Ernest Bai Koroma                                                       | Ernest Bai Koroma |
| Somálsko                     |               | prezident Šarif Ahmed                                                             | Omar Abdirashid Ali Sharmarke(do 24. 9.) Abdiwahid Elmi Gonjeh(od 24. 9.)-(do 1.10.)prozatímní Mohamed Abdullahi Mohamed (od 1.10.) |
| Středoafrická republika      |               | prezident François Bozizé                                                         | Faustin-Archange Touadéra |
| Súdán                        |               | prezident Umar al-Bašír                                                           | Umar al-Bašír |
| Svatý Tomáš a Princův ostrov |               | prezident Fradique de Menezes                                                     | Joaquim Rafael Branco |
| Svazijsko                    |               | král Mswati III.                                                                  | Barnabas Sibusiso Dlamini |
| Tanzanie                     |               | prezident Jakaya Kikwete(do 3. 11.) prezident Ali Mohamed Shein(od 3. 11.)        | Mizengo Pinda |
| Togo                         |               | prezident Faure Gnassingbé                                                        | Gilbert Houngbo |
| Tunisko                      |               | prezident Zín Abidín bin Alí                                                      | Muhammad Ghannúší |
| Uganda                       |               | prezident Yoweri Museveni                                                         | Apolo Nsibambi |
| Zambie                       |               | prezident Rupiah Banda                                                            | Rupiah Banda |
| Zimbabwe                     |               | prezident Robert Mugabe                                                           | Morgan Tsvangirai |

## Asie
| Název státu             | Státní vlajka | Hlava státu                                                        | Předseda vlády                                                 |
| ----------------------- | ------------- | ------------------------------------------------------------------ | -------------------------------------------------------------- |
| Afghánistán             |               | prezident Hámid Karzaj                                             | Hámid Karzaj                                                   |
| Arménie                 |               | prezident Serž Sarkisjan                                           | Tigran Sargsjan                                                |
| Ázerbájdžán             |               | prezident Ilham Alijev                                             | Artur Rasizada                                                 |
| Bahrajn                 |               | král Hamad bin Ísá Ál Chalífa                                      | Chalífa ibn Salmán Al Chalífa                                  |
| Bangladéš               |               | prezident Zillur Rahman                                            | Šajch Hasína Vadžídová                                         |
| Bhútán                  |               | král Džigme Khesar Namgjel Wangčhug                                | Džigme Thinley                                                 |
| Brunej                  |               | sultán Hassanal Bolkiah                                            | Hassanal Bolkiah                                               |
| Čína                    |               | prezident Chu Ťin-tchao                                            | Wen Ťia-pao                                                    |
| Filipíny                |               | prezident Noynoy Aquino                                            | Noynoy Aquino                                                  |
| Gruzie                  |               | prezident Michail Saakašvili                                       | Nikoloz Gilauri                                                |
| Indie                   |               | prezidentka Pratibha Pátilová                                      | Manmóhan Singh                                                 |
| Indonésie               |               | prezident Susilo Bambang Yudhoyono                                 | Susilo Bambang Yudhoyono                                       |
| Irák                    |               | prezident Džalál Talabání                                          | Džavad Maliki                                                  |
| Írán                    |               | duchovní vůdce (faktická hlava státu)[zdroj⁠?!] Sajjid Alí Chameneí | prezident (nominální hlava státu): Mahmúd Ahmadínežád          |
| Izrael                  |               | prezident Šimon Peres                                              | Benjamin Netanjahu                                             |
| Japonsko                |               | císař Akihito                                                      | Naoto Kan                                                      |
| Jemen                   |               | prezident Alí Abdalláh Sálih                                       | Ali Mohammed Mujur                                             |
| Jižní Korea             |               | prezident I Mjong-bak                                              | Han Seung-soo                                                  |
| Jordánsko               |               | král Abdalláh II.                                                  | Nádir Dahabí                                                   |
| Kambodža                |               | král Norodom Sihamoni                                              | Hun Sen                                                        |
| Katar                   |               | emír Hamad bin Chalífa Ál Thání                                    | Hamád Ibn Džásim Ibn Džaber as-Sání                            |
| Kazachstán              |               | prezident Nursultan Nazarbajev                                     | Karim Massimov                                                 |
| Kuvajt                  |               | emír Sabah al-Ahmad al-Džábir al-Sabah                             | Násirr Mohammed al-Ahmed al-Sabah                              |
| Kypr                    |               | prezidentDimitris Christofias                                      | Karim Massimov                                                 |
| Kyrgyzstán              |               | Úřadující Prezidentka Roza Otunbajevová                            | Almazbek Atambajev(od 17. 12.)                                 |
| Laos                    |               | prezident Čumaly Sayason                                           | Bouasone Bouphavanh(do 23.12.) Thongsing Thammavong(od 23.12.) |
| Libanon                 |               | prezident Michel Sulajmán                                          | Fouad Siniora                                                  |
| Malajsie                |               | král Tuanku Mizan Zainal Abidin                                    | Najib Tun Razak                                                |
| Maledivy                |               | prezident Mohammad Našíd                                           | Mohammad Našíd                                                 |
| Mongolsko               |               | prezident Cachjagín Elbegdordž                                     | Sükhbaataryn Batbold                                           |
| Myanmar                 |               | předseda Státní rady pro mír a rozvoj Than Šwei                    | Thein Sein                                                     |
| Nepál                   |               | prezident Rám Baran Jádav                                          | Madhav Kumar Nepal                                             |
| Omán                    |               | sultán Kábús bin Saíd bin Tajmúr as-Saíd                           | Kábús bin Saíd bin Tajmúr as-Saíd                              |
| Pákistán                |               | prezident Asif Alí Zardárí                                         | Yousaf Raza Gillani                                            |
| Saúdská Arábie          |               | král Abd Alláh bin Abd al-Azíz                                     | Abd Alláh bin Abd al-Azíz                                      |
| Severní Korea           |               | prezident Kim Čong-il                                              | Čche Jong-rim                                                  |
| Singapur                |               | prezident Sellapan Ramanathan                                      | Lee Hsien Loong                                                |
| Spojené arabské emiráty |               | emír Chalífa bin Sajíd Al Nahaján                                  | Muhammad bin Rášid Ál Maktúm                                   |
| Srí Lanka               |               | prezident Mahinda Radžapaksa                                       | Ratnasiri Wickremanayake                                       |
| Sýrie                   |               | prezident Bašár al-Asad                                            | Muhammad Nádží al-Utrí                                         |
| Tádžikistán             |               | prezident Emómalí-ji Rahmón                                        | Oqil Oqilov                                                    |
| Thajsko                 |               | král Pchúmipchon Adunjadét (Ráma IX.)                              | Apchisit Vedžadžíva                                            |
| Turecko                 |               | prezident Abdullah Gül                                             | Recep Tayyip Erdoğan                                           |
| Tádžikistán             |               | prezident Gurbanguly Berdimuhamedow                                | Gurbanguly Berdimuhamedow                                      |
| Uzbekistán              |               | prezident Islam Karimov                                            | Šavkat Mirzijajev                                              |
| Vietnam                 |               | prezident Nguyễn Minh Triết                                        | Nguyễn Tấn Dũng                                                |
| Východní Timor          |               | prezident José Ramos-Horta                                         | Xanana Gusmão                                                  |

## Evropa
| Název státu         | Státní vlajka | Hlava státu | Předseda vlády                                                                                       |
| ------------------- | ------------- | --- | --- |
| Albánie             |               | prezident Bamir Topi | Sali Beriša                                                                                          |
| Andorra             |               | prezident Nicolas Sarkozy a biskup Joan Enric Vives Sicília | Jaume Bartumeu                                                                                       |
| Belgie              |               | král Albert II. | Yves Leterme                                                                                         |
| Bělorusko           |               | prezident Alexandr Lukašenko | Sergej Sidorski                                                                                      |
| Bosna a Hercegovina |               | Předsednictvo Haris Silajdžić (Bosňák; do 10. listopadu), Nebojša Radmanović (Srb), Željko Komšić (Chorvat); Bakir Izetbegović (Bosňák, od 10. listopadu)                                                                                      | Nikola Špirić                                                                                        |
| Bulharsko           |               | prezident Georgi Parvanov | Sergej Stanišev                                                                                      |
| Černá Hora          |               | prezident Filip Vujanović | Milo Đukanović                                                                                       |
| Česko               |               | prezident Václav Klaus | Jan Fischer (do 28. 6.) Petr Nečas (od 28. 6.)                                                       |
| Dánsko              |               | královna Markéta II. | Lars Løkke Rasmussen                                                                                 |
| Estonsko            |               | prezident Toomas Hendrik Ilves | Andrus Ansip                                                                                         |
| Finsko              |               | prezidentka Tarja Halonenová | Mari Kiviniemi                                                                                       |
| Francie             |               | prezident Nicolas Sarkozy | François Fillon                                                                                      |
| Chorvatsko          |               | prezident Ivo Josipović | Jadranka Kosorová                                                                                    |
| Irsko               |               | prezidentka Mary McAleese | Brian Cowen                                                                                          |
| Island              |               | prezident Ólafur Ragnar Grímsson | Jóhanna Sigurðardóttir                                                                               |
| Itálie              |               | prezident Giorgio Napolitano | Silvio Berlusconi                                                                                    |
| Lichtenštejnsko     |               | kníže Hans Adam II.- regent Alois z Lichtenštejna | Klaus Tschütscher                                                                                    |
| Litva               |               | prezident Valdas Adamkus | Andrius Kubilius                                                                                     |
| Lotyšsko            |               | prezident Valdis Zatlers | Valdis Dombrovskis                                                                                   |
| Lucembursko         |               | velkovévoda Henri | Jean-Claude Juncker                                                                                  |
| Maďarsko            |               | prezident László Sólyom (do 6. 8.) prezident Pál Schmitt (od 6. 8.) | Gordon Bajnai (do 29. 5.) Viktor Orbán (od 29. 5.)                                                   |
| Makedonie           |               | prezident Ďorge Ivanov | Nikola Gruevski                                                                                      |
| Malta               |               | prezident George Abela | Lawrence Gonzi                                                                                       |
| Moldavsko           |               | prozatímní prezident Mihai Ghimpu(do 28.12.) úřadující prezident Vlad Filat(od 28.12.) | Vlad Filat                                                                                           |
| Monako              |               | kníže Albert II. | Michel Roger                                                                                         |
| Německo             |               | spolkový prezident Horst Köhler (do 31. 5.) úřadující spolkový prezident Jens Böhrnsen (do 2. 7.) spolkový prezident Christian Wulff (od 2. 7.)                                                                                                | Angela Merkelová                                                                                     |
| Nizozemsko          |               | královna Beatrix | Jan Peter Balkenende (do 14. 10.) Mark Rutte (od 14. 10.)                                            |
| Norsko              |               | král Harald V. | Jens Stoltenberg                                                                                     |
| Polsko              |               | prezident Lech Kaczyński (do 10. 4.) úřadující prezident Bronisław Komorowski (10. 4. až 8. 7.) úřadující prezident Bogdan Borusewicz (8. 7.) úřadující prezident Grzegorz Schetyna (8. 7. až 6. 8.) prezident Bronisław Komorowski (od 6. 8.) | Donald Tusk                                                                                          |
| Portugalsko         |               | prezident Aníbal Cavaco Silva | José Sócrates                                                                                        |
| Rakousko            |               | prezident Heinz Fischer | kancléř Werner Faymann                                                                               |
| Rumunsko            |               | prezident Traian Băsescu | Emil Boc                                                                                             |
| Rusko               |               | prezident Dmitrij Medveděv | Vladimir Putin                                                                                       |
| Řecko               |               | prezident Karolos Papulias | Kostas Karamanlis                                                                                    |
| San Marino          |               | kapitáni-regenti Marco Conti a Glauco Sansovini (do 1. 10.) kapitáni-regenti Giovanni Francesco Ugolini a Andrea Zafferani(od 1. 10.) | Marco Conti a Glauco Sansovini (do 1. 10.) Giovanni Francesco Ugolini a Andrea Zafferani (od 1. 10.) |
| Slovensko           |               | prezident Ivan Gašparovič | Robert Fico (do 8. 7.) Iveta Radičová (od 8. 7.)                                                     |
| Slovinsko           |               | prezident Danilo Türk | Borut Pahor                                                                                          |
| Spojené království  |               | královna Alžběta II. | David Cameron                                                                                        |
| Srbsko              |               | prezident Boris Tadić | Mirko Cvetković                                                                                      |
| Španělsko           |               | král Juan Carlos I. | José Luis Rodríguez Zapatero                                                                         |
| Švédsko             |               | král Karel XVI. Gustav | Fredrik Reinfeldt                                                                                    |
| Švýcarsko           |               | prezidentka Doris Leuthardová | Doris Leuthardová                                                                                    |
| Ukrajina            |               | prezident Viktor Janukovyč | Julija Tymošenková (do 3. 3.) Mykola Azarov (od 3. 3.)                                               |
| Vatikán             |               | papež Benedikt XVI. | státní sekretář Tarcisio kardinál Bertone                                                            |

## Severní Amerika
| Název státu               | Státní vlajka | Hlava státu | Předseda vlády                                          |
| ------------------------- | ------------- | --- | ------------------------------------------------------- |
| Antigua a Barbuda         |               | královna Alžběta II. – generální guvernérka Louise Lake-Tack                                                            | Baldwin Spencer                                         |
| Bahamy                    |               | královna Alžběta II. – generální guvernér Arthur Foulkes                                                                | Hubert Ingraham                                         |
| Barbados                  |               | královna Alžběta II. – generální guvernér Clifford Husbands                                                             | David Thompson (do 23. 10.) Freundel Stuart(od 23. 10.) |
| Belize                    |               | královna Alžběta II. – generální guvernér Colville Young                                                                | Dean Barrow                                             |
| Dominika                  |               | prezident Nicholas Liverpool                                                                                            | Roosevelt Skerrit                                       |
| Dominikánská republika    |               | prezident Leonel Fernández                                                                                              | Leonel Fernández                                        |
| Grenada                   |               | královna Alžběta II. – generální guvernér Carlyle Glean                                                                 | Tillman Thomas                                          |
| Guatemala                 |               | prezident Álvaro Colom                                                                                                  | Álvaro Colom                                            |
| Haiti                     |               | prezident René Préval                                                                                                   | Michèle Pierre-Louis                                    |
| Honduras                  |               | prezident Porfirio Lobo Sosa                                                                                            | Porfirio Lobo Sosa                                      |
| Jamajka                   |               | královna Alžběta II. – generální guvernér Patrick Allen                                                                 | Bruce Golding                                           |
| Kanada                    |               | královna Alžběta II. – generální guvernérka Michaëlle Jeanová (do 1. 10.) generální guvernér David Johnston (od 1. 10.) | Stephen Harper                                          |
| Kostarika                 |               | prezidentka Laura Chinchilla                                                                                            | Laura Chinchilla                                        |
| Kuba                      |               | prezident Raúl Castro                                                                                                   | Raúl Castro                                             |
| Mexiko                    |               | prezident Felipe Calderón                                                                                               | Felipe Calderón                                         |
| Nikaragua                 |               | prezident Daniel Ortega                                                                                                 | Daniel Ortega                                           |
| Panama                    |               | prezident Ricardo Martinelli                                                                                            | Ricardo Martinelli                                      |
| Salvador                  |               | prezident Mauricio Funes                                                                                                | Mauricio Funes                                          |
| Spojené státy americké    |               | prezident Barack Obama                                                                                                  | Barack Obama                                            |
| Svatá Lucie               |               | královna Alžběta II. – generální guvernérka Pearlette Louisy                                                            | Stephenson King                                         |
| Svatý Kryštof a Nevis     |               | královna Alžběta II. – generální guvernér Cuthbert Sebastian                                                            | Denzil Douglas                                          |
| Svatý Vincenc a Grenadiny |               | královna Alžběta II. – generální guvernér Frederick Ballantyne                                                          | Ralph Gonsalves                                         |
| Trinidad a Tobago         |               | prezident George Maxwell Richards                                                                                       | Kamala Persad-Bissessara                                |

## Jižní Amerika
| Název státu | Státní vlajka | Hlava státu                                                              | Předseda vlády                                        |
| ----------- | ------------- | ------------------------------------------------------------------------ | ----------------------------------------------------- |
| Argentina   |               | prezidentka Cristina Fernández de Kirchner                               | Cristina Fernández de Kirchner                        |
| Bolívie     |               | prezident Evo Morales                                                    | Evo Morales                                           |
| Brazílie    |               | prezident Luiz Inácio Lula da Silva                                      | Luiz Inácio Lula da Silva                             |
| Ekvádor     |               | prezident Rafael Correa                                                  | Rafael Correa                                         |
| Guyana      |               | prezident Bharrat Jagdeo                                                 | Sam Hinds                                             |
| Chile       |               | prezident Sebastián Piñera                                               | Sebastián Piñera                                      |
| Kolumbie    |               | prezident Álvaro Uribe(do 7. 8.) prezident Juan Manuel Santos (od 7. 8)  | Álvaro Uribe(do 7. 8.) Juan Manuel Santos (od 7. 8.)  |
| Paraguay    |               | prezident Fernando Lugo                                                  | Fernando Lugo                                         |
| Peru        |               | prezident Alan García                                                    | Yehude Simon (do 14.9.) José Antonio Chang (od 14.9.) |
| Surinam     |               | prezident Ronald Venetiaan(do 12. 8.) prezident Dési Bouterse (od 12. 8) | Ronald Venetiaan(do 12. 8.) Dési Bouterse (od 12. 8)  |
| Uruguay     |               | prezident José Mujica                                                    | José Mujica                                           |
| Venezuela   |               | prezident Hugo Chávez                                                    | Hugo Chávez                                           |

## Oceánie
| Název státu                  | Státní vlajka | Hlava státu | Předseda vlády                                              |
| ---------------------------- | ------------- | --- | ----------------------------------------------------------- |
| Austrálie                    |               | královna Alžběta II. – generální guvernérka Quentin Bryceová                                                             | Julia Gillardová                                            |
| Federativní státy Mikronésie |               | prezident Manny Mori | Manny Mori                                                  |
| Fidži                        |               | prezident Ratu Epeli Nailatikau                                                                                          | Frank Bainimarama                                           |
| Kiribati                     |               | prezident Anote Tong | Anote Tong                                                  |
| Marshallovy ostrovy          |               | prezident Jurelang Zedkaia                                                                                               | Ruben Zackhras                                              |
| Nauru                        |               | prezident Litokwa Tomeing                                                                                                | Litokwa Tomeing                                             |
| Nový Zéland                  |               | královna Alžběta II. – generální guvernér Anand Satyanand                                                                | John Key                                                    |
| Palau                        |               | prezident Johnson Toribiong                                                                                              | Johnson Toribiong                                           |
| Papua Nová Guinea            |               | královna Alžběta II. – generální guvernér Paulias Matane (do 13.12.) dočasný generální guvernér Jeffery Nape (od 13.12.) | Michael Somare (do 13.12.) Sam Abal (od 13.12.), prozatímní |
| Samoa                        |               | náčelník Tufuga Efi | Tuilaepa Aiono Sailele Malielegaoi                          |
| Šalomounovy ostrovy          |               | královna Alžběta II. – generální guvernér Frank Kabui                                                                    | Derek Sikua (do 25.8.) Danny Philip (od 25.8.)              |
| Tonga                        |               | král George Tupou V. | Feleti Sevele(do 22.12.) Tu'ivakano(od 22.12.)              |
| Tuvalu                       |               | královna Alžběta II. – generální guvernér Filoimea Telito                                                                | Apisai Ielemia                                              |
| Vanuatu                      |               | prezident Iolu Abil. | Edward Natapei(do 2.12.) Sato Kilma(od 2.12.)               |

## Státy se sporným mezinárodním uznáním
| Název státu      | Státní vlajka | Hlava státu                                                                         | Předseda vlády         |
| ---------------- | ------------- | ----------------------------------------------------------------------------------- | ---------------------- |
| Abcházie         |               | prezident Sergej Bagapš                                                             | Aleksandr Ankvab       |
| Jižní Osetie     |               | prezident Eduard Kokojty                                                            | Vadim Brovtsev         |
| Kosovo           |               | prezident Fatmir Sejdiu (do 27. 9.) prozatímní prezident Jakup Krasniqi (od 27. 9.) | Hashim Thaçi           |
| Náhorní Karabach |               | prezident Bako Sahakyan                                                             | Arayik Harutyunyan     |
| Severní Kypr     |               | prezident Mehmet Ali Talat                                                          | Derviş Eroğlu          |
| Palestina        |               | prezident Mahmúd Abbás                                                              | Salam Fayyad           |
| Tchaj-wan        |               | prezident Ma Jing-ťiou                                                              | Wu Den-yih             |
| Západní Sahara   |               | prezident Mohamed Abdelaziz                                                         | Abdelkader Taleb Oumar |